# Kecamatan Babelan
Kecamatan Babelan är ett distrikt i Indonesien.   Det ligger i provinsen Jawa Barat, i den västra delen av landet, 24 km öster om huvudstaden Jakarta.